# Région ecclésiastique de Toscane

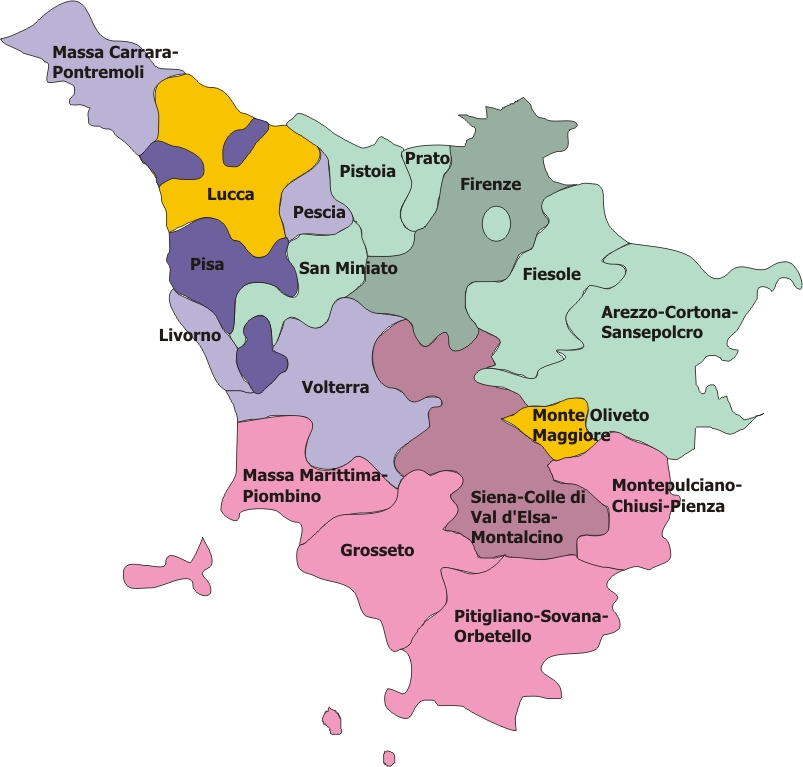
Carte de la région ecclésiastique de Toscane.

La région ecclésiastique de Toscane (en italien : Regione ecclesiastica Toscana) est l'une des seize régions ecclésiastiques que compte l'Église catholique romaine en Italie.
Cette circonscription d'une superficie de 22 483 774 159 km² couvre la totalité de la région administrative de Toscane, englobant 3 649 331 habitants répartis sur 2 423 paroisses. En 2025, elle compte 1 654 religieux séculiers, 558 religieux réguliers et 288 diacres permanents.

## Archidiocèses et diocèses de la région
La région compte 4 archidiocèses, 13 diocèses et 1 abbaye territoriale :
- Archidiocèse de Florence
  - Diocèse d'Arezzo-Cortone-Sansepolcro
  - Diocèse de Fiesole
  - Diocèse de Pistoia
  - Diocèse de Prato
  - Diocèse de San Miniato

- Archidiocèse de Pise
  - Diocèse de Livourne
  - Diocèse de Massa Carrare-Pontremoli
  - Diocèse de Pescia
  - Diocèse de Volterra

- Archidiocèse de Sienne-Colle di Val d'Elsa-Montalcino
  - Diocèse de Grosseto
  - Diocèse de Massa Marittima-Piombino
  - Diocèse de Montepulciano-Chiusi-Pienza
  - Diocèse de Pitigliano-Sovana-Orbetello

- Abbaye territoriale Santa Maria de Monte Oliveto Maggiore (dépendant directement du Saint-Siège)

- Archidiocèse de Lucques (diocèse dépendant directement du Saint-Siège)

### Articles liés
- Église catholique en Italie
- Liste des diocèses et archidiocèses d'Italie